# Episodi di Ren and Stimpy Adult Party Cartoon
La prima e unica stagione della serie animata Ren and Stimpy Adult Party Cartoon, composta da 6 episodi, è stata trasmessa negli Stati Uniti, su Spike TV, dal 26 giugno al 24 luglio 2003, pubblicando gli episodi inediti in DVD il 18 luglio 2006.
In Italia è stata trasmessa su Fox dal 27 dicembre 2004 al 24 gennaio 2005.
| nº | Titolo originale     | Titolo italiano   | Prima TV USA   | Prima TV Italia  |
| -- | -------------------- | ----------------- | -------------- | ---------------- |
| 1  | Onward and Upward    | Onward and Upward | 26 giugno 2003 | 27 dicembre 2004 |
| 2  | Ren Seeks Help       | Ren cerca aiuto   | 3 luglio 2003  | 31 dicembre 2004 |
| 3  | Fire Dogs 2 (Part 1) | Ralph il pompiere | 17 luglio 2003 | 3 gennaio 2005   |
| 3  | Fire Dogs 2 (Part 2) | Ralph il pompiere | 24 luglio 2003 | 3 gennaio 2005   |
| 4  | Naked Beach Frenzy   | Altruisti Parte 1 | 18 luglio 2006 | 10 gennaio 2005  |
| 5  | Altruists            | Altruisti Parte 2 | 18 luglio 2006 | 17 gennaio 2005  |
| 6  | Stimpy's Pregnant    | Casa dolce casa   | 18 luglio 2006 | 24 gennaio 2005  |

## Onward and Upward
- Titolo originale: Onward and Upward
- Diretto da: John Kricfalusi
- Scritto da: Vincent Waller

### Trama
Stanchi di vivere nella bocca di un senzatetto, Ren e Stimpy si trasferiscono all'interno di una sputacchiera dopo che Stimpy ci ha messo dentro la sua scorta segreta di denaro. Nella sputacchiera, i due mangiano fluidi corporei e hanno un rapporto sessuale. Successivamente vengono cacciati fuori dalla sputacchiera e tornano nella bocca del senzatetto.

## Ren cerca aiuto
- Titolo originale: Ren Seeks Help
- Diretto da: John Kricfalusi
- Scritto da: John Kricfalusi e Richard Pursel

### Trama
Dopo aver sconvolto involontariamente Stimpy, Ren si rende conto di quanto sia crudele con lui, quindi cerca una terapia dal dottor Mr. Horse, ricordando i suoi primi anni disfunzionali e l'origine delle sue tendenze sadiche.

## Ralph il pompiere
- Titolo originale: Fire Dogs 2
- Diretto da: John Kricfalusi
- Scritto da: John Kricfalusi, Richard Pursel, Eddie Fitzgerald, Vincent Waller e Jim Smith

### Trama
Il capo dei vigili del fuoco Ralph Bakshi è rimasto così colpito dalle gesta eroiche di Ren e Stimpy nel loro primo cartone animato Fire Dogs che ha deciso di lasciarli andare a vivere con lui così che possono vivere una vita da scapolo e mangiare la pizza. Tuttavia, Ren e Stimpy sono disgustati dalle sue abitudini.

## Altruisti Parte 1
- Titolo originale: Naked Beach Frenzy
- Diretto da: John Kricfalusi
- Scritto da: John Kricfalusi, Mike Kerr, Jeff Amey e Caroline J. Alvarez

### Trama
Ren e Stimpy si godono una giornata in una spiaggia per nudisti e nel frattempo Ren cerca di socializzare con le donne senza successo. Tuttavia, sono continuamente infastiditi da un bagnino psicotico ricoperto di peli del corpo.

## Altruisti Parte 2
- Titolo originale: Altruists
- Diretto da: John Kricfalusi
- Scritto da: Vincent Waller, John Kricfalusi, Mike Kerr, Eric Bauza, Jeff Amey e Richard Pursel

### Trama
Ren e Stimpy decidono di aiutare una donna e suo figlio handicappato (senza testa), costruendo loro una casa.

## Casa dolce casa
- Titolo originale: Stimpy's Pregnant
- Diretto da: John Kricfalusi
- Scritto da: John Kricfalusi, Jeff Amey, Richard Pursel, Matt Roach, Steve Stefanelli e Warren Leonheardt

### Trama
Stimpy rimane incinto del bambino di Ren e quest'ultimo è inizialmente disgustato dalla sua gravidanza. Quando Stimpy inizia il travaglio, Ren è costretto a portarlo in auto passando sull'autostrada. Con l'aiuto della polizia, Ren e Stimpy arrivano con successo in ospedale, dove il loro bambino viene partorito dal dottor Horse, solo per scoprire che Stimpy era solo stitico. Il bambino in realtà si rivela essere vivo, fatto interamente di feci, ed è stato chiamato "Piccolo Ricky".